# St. Vitus (Nessetal-Westhausen)

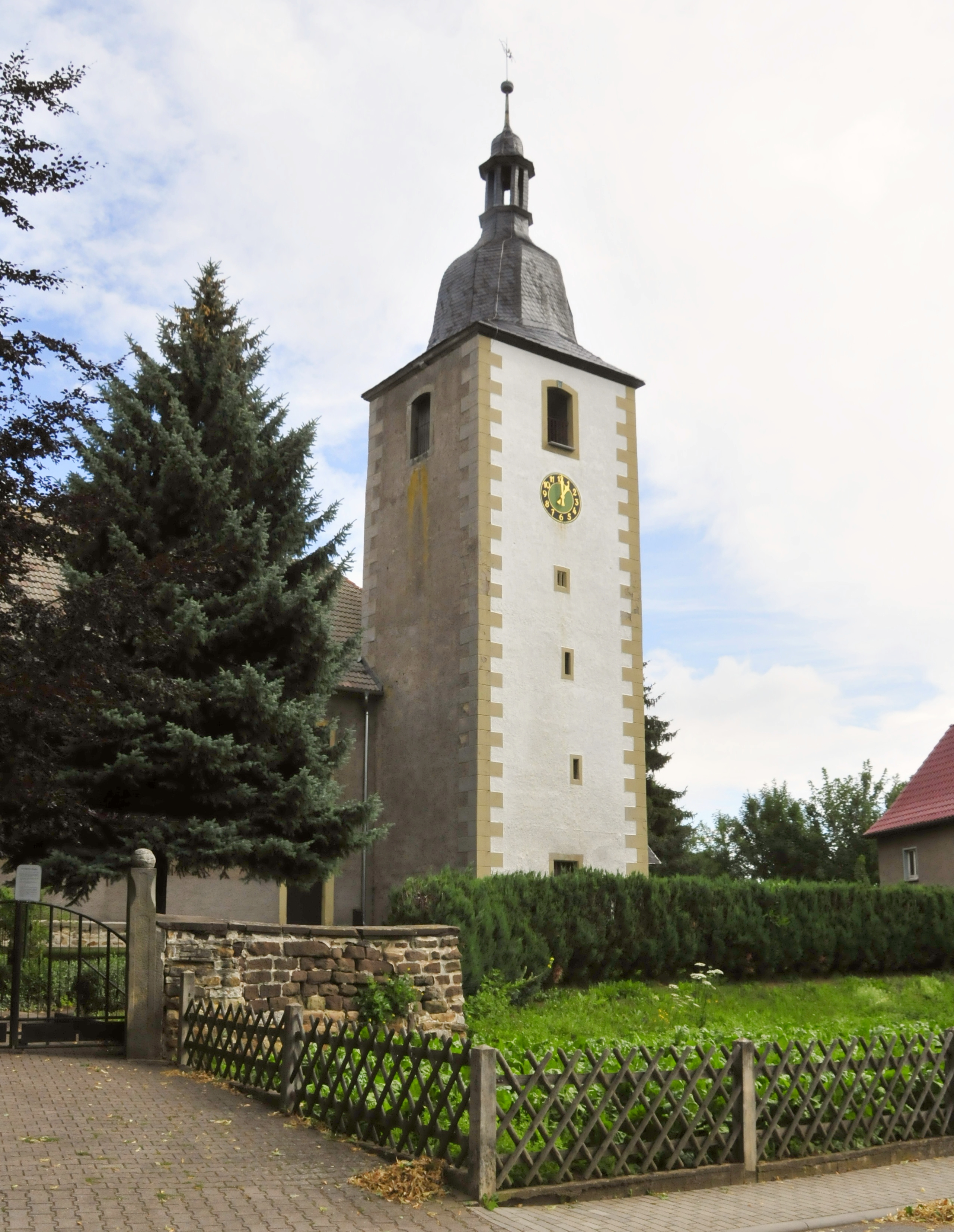
Kirche

Die Filialkirche St. Vitus steht in der Hochheimer Straße 44 von Westhausen, einem Ortsteil der Landgemeinde Nessetal im thüringischen Landkreis Gotha. Schutzpatron ist der heilige Veit.

## Gemeindezugehörigkeit
Die Kirchengemeinden Wangenheim und Goldbach im Kirchenkreis Gotha der Evangelischen Kirche in Mitteldeutschland haben sich im Januar 2013 zur Evangelisch-Lutherischen Kirchengemeinde Emmaus Goldbach-Wangenheim zusammengeschlossen. Zu dieser großen Kirchengemeinde gehört auch das Kirchdorf Westhausen. Der Gottesdienst findet nur alle zwei Wochen statt.

## Beschreibung
Der Kirchturm des markanten Bauwerks am Nordrand des Dorfes ist weithin sichtbar. Die schlichte, aus Bruchsteinen verputzte Saalkirche, die mit einem Walmdach bedeckt ist, wurde von 1715 bis 1718 erbaut. Sie hat an der südöstlichen Ecke einen gotischen Turm. Er trägt eine eingezogene, hohe Schweifhaube, die von einer Laterne gekrönt ist. Sein Erdgeschoss hat ein Kreuzgratgewölbe. Die Fassaden werden gegliedert durch die aus Naturstein gerahmten Gewände der hohen Rechteckfenster und Ecksteinen. Im 18. Jahrhundert wurde die Kirche verändert. Das Kirchenschiff wird von einem Spiegelgewölbe überspannt. Die Emporen aus der Bauzeit sind zweigeschossig. Die Kanzel aus dem 18. Jahrhundert ist plastisch dekoriert. Eine Glocke hat Eckhard Kucher 1576 gegossen. Die größere Glocke wurde im Zweiten Weltkrieg abgeholt. Sie wurde nach dem Krieg unversehrt wieder zurückgebracht.
Die Deutsche Stiftung Denkmalschutz unterstützte die Baumaßnahmen an der Turmhaube.